# Manolito Gafotas (pel·lícula)
Manolito Gafotas és una pel·lícula d'humor de 1999 dirigida per Miguel Albaladejo i basada en la sèrie de novel·les homònima escrites per Elvira Lindo. Va tenir una seqüela dos anys més tard dirigida per Joan Potau: Manolito Gafotas en ¡Mola ser jefe! (2001).

## Argument
L'estiu es presenta francament malament per a Manolito Gafotas. Està condemnat, un any més, a passar les vacances en el seu petit pis de Carabanchel Alt, amb la seva mare, el seu avi i el seu germà petit. I damunt ha suspès les matemàtiques, per a disgust de la seva mare. Manolito espera amb il·lusió l'arribada del pare, camioner de professió, perquè s'emporti la família a la platja.

## Repartiment
- David Sánchez del Rey	 ...	Manolito Gafotas
- Adriana Ozores	...	Catalina
- Roberto Álvarez	...	Manolo
- Antonio Gamero	...	L'avi Nicolás
- Fedra Lorente	...	Alicia
- Marta Fernández Muro	...	La Luisa
- Gloria Muñoz	...	La sita Asunción

## Crítiques
Segons Ángel Fernández Santos, periodista del diari El País, la considera "intel·ligent i vivíssima comèdia, divertida, neta, lliure"; així mateix María Casanova, redactora de Cinemanía, opina que "a uns els arrencarà riallades i per a uns altres tindrà un regust trist".

## Premis
XIV Premis Goya
| Categoria           | Persona                        | Resultat  |
| ------------------- | ------------------------------ | --------- |
| Millor guió adaptat | Elvira Lindo Miguel Albaladejo | Candidats |